# Saint-Calez-en-Saosnois
Saint-Calez-en-Saosnois é uma comuna francesa na região administrativa do País do Loire, no departamento de Sarthe. Estende-se por uma área de 7.19 km². Em 2010 a comuna tinha 190 habitantes (densidade: 26,4 hab./km²).